# Peneax deidamia
Peneax deidamia är en stekelart som beskrevs av John S. Noyes 2000. Peneax deidamia ingår i släktet Peneax och familjen sköldlussteklar.
Artens utbredningsområde är Costa Rica. Inga underarter finns listade i Catalogue of Life.